# Prangos hissarica
Prangos hissarica är en flockblommig växtart som beskrevs av Jevgenij Korovin. Prangos hissarica ingår i släktet Prangos och familjen flockblommiga växter. Inga underarter finns listade i Catalogue of Life.